# Élections législatives de 1993 dans le Gers
Les élections législatives françaises de 1993  se déroulent les 21 et 28 mars 1993. Dans le département du Gers, deux députés sont à élire dans le cadre de deux circonscriptions.

## Élus
| Circonscription | Député sortant     | Parti | Parti | Député élu ou réélu   | Parti | Parti     |
| --------------- | ------------------ | ----- | ----- | --------------------- | ----- | --------- |
| 1re             | Jean Laborde       |       | PS    | Yves Rispat           |       | RPR       |
| 2e              | Jean-Pierre Joseph |       | PS    | Aymeri de Montesquiou |       | UDF (Rad) |

## Positionnement des partis
Les candidats d'alliance RPR-UDF et divers droite se présentent sous la bannière de l'Union pour la France et ceux du Parti socialiste derrière l'Alliance des Français pour le Progrès. Par ailleurs, Les Verts et Génération écologie s'unissent sous l'étiquette Entente des écologistes.

## Résultats

### Résultats à l'échelle du département
| Parti          | Parti                                 | Premier tour | Premier tour | Second tour | Second tour | Sièges |
| Parti          | Parti                                 | Voix         | %            | Voix        | %           | Sièges |
| -------------- | ------------------------------------- | ------------ | ------------ | ----------- | ----------- | ------ |
|                | Union pour la démocratie française    | 28 921       | 31,07        | 27 977      | 29,65       | 1      |
|                | Rassemblement pour la République      | 14 974       | 16,09        | 25 963      | 27,52       | 1      |
|                | Divers droite                         | 2 905        | 3,12         |             |             | 0      |
|                | Union pour la France                  | 46 800       | 50,28        | 53 940      | 57,17       | 2      |
|                |                                       |              |              |             |             |        |
|                | Parti socialiste                      | 23 842       | 25,62        | 40 417      | 42,83       | 0      |
|                | Alliance des Français pour le progrès | 23 842       | 25,62        | 40 417      | 42,83       | 0      |
|                |                                       |              |              |             |             |        |
|                | Les Verts                             | 2 940        | 3,16         |             |             | 0      |
|                | Génération écologie                   | 2 617        | 2,81         | 0           |             |        |
|                | Entente des écologistes               | 5 557        | 5,97         |             |             | 0      |
|                |                                       |              |              |             |             |        |
|                | Parti communiste français             | 7 419        | 7,97         |             |             | 0      |
|                | Front national                        | 6 798        | 7,30         | 0           |             |        |
|                | Le Trèfle - Les nouveaux écologistes  | 2 066        | 2,22         | 0           |             |        |
|                | Divers dont PLN                       | 589          | 0,63         | 0           |             |        |
|                |                                       |              |              |             |             |        |
| Inscrits       | Inscrits                              | 137 502      | 100,00       | 137 498     | 100,00      | 2      |
| Abstentions    | Abstentions                           | 37 579       | 27,33        | 35 224      | 25,62       |        |
| Votants        | Votants                               | 99 923       | 72,67        | 102 274     | 74,38       |        |
| Blancs et nuls | Blancs et nuls                        | 6 852        | 6,86         | 7 917       | 7,74        |        |
| Exprimés       | Exprimés                              | 93 071       | 93,14        | 94 357      | 92,26       |        |

### Résultats par circonscription

#### Première circonscription (Auch)
| Candidat       | Candidat            | Parti          | Premier tour | Premier tour | Second tour | Second tour |  |
| Candidat       | Candidat            | Parti          | Voix         | %            | Voix        | %           |  |
| -------------- | ------------------- | -------------- | ------------ | ------------ | ----------- | ----------- |  |
|                | Yves Rispat élu     | RPR            | 14 974       | 31,26        | 25 963      | 53,1        |  |
|                | Claude Desbons      | PS (ADFP)      | 12 254       | 25,59        | 22 930      | 46,9        |  |
|                | André Daguin        | UDF (PR)       | 8 131        | 16,98        |             |             |  |
|                | Gérard Lacaze       | PCF            | 3 886        | 8,11         |             |             |  |
|                | Jacques Guareschi   | FN             | 3 187        | 6,65         |             |             |  |
|                | Jacques Rousseau    | GÉ (EÉ)        | 2 617        | 5,46         |             |             |  |
|                | Marie-Joëlle Aubril | LT-LNÉ         | 1 456        | 3,04         |             |             |  |
|                | Jean-Loup Thomazo   | UDI            | 1 145        | 2,39         |             |             |  |
|                | Paul Blanchard      | Divers         | 245          | 0,51         |             |             |  |
|                |                     |                |              |              |             |             |  |
| Inscrits       | Inscrits            | Inscrits       | 71 472       | 100,00       | 71 471      | 100,00      |  |
| Abstentions    | Abstentions         | Abstentions    | 19 960       | 27,93        | 18 606      | 26,03       |  |
| Votants        | Votants             | Votants        | 51 512       | 72,07        | 52 865      | 73,97       |  |
| Blancs et nuls | Blancs et nuls      | Blancs et nuls | 3 617        | 7,02         | 3 972       | 7,51        |  |
| Exprimés       | Exprimés            | Exprimés       | 47 895       | 92,98        | 48 893      | 92,49       |  |

#### Deuxième circonscription (Condom)
| Candidat       | Candidat                   | Parti          | Premier tour | Premier tour | Second tour | Second tour |  |
| Candidat       | Candidat                   | Parti          | Voix         | %            | Voix        | %           |  |
| -------------- | -------------------------- | -------------- | ------------ | ------------ | ----------- | ----------- |  |
|                | Aymeri de Montesquiou élu  | UDF (Rad)      | 20 790       | 46,02        | 27 977      | 61,54       |  |
|                | Jean-Pierre Joseph sortant | PS (ADFP)      | 11 588       | 25,65        | 17 487      | 38,46       |  |
|                | Nadine Berthomé            | FN             | 3 611        | 7,99         |             |             |  |
|                | Paul Capéran               | PCF            | 3 533        | 7,82         |             |             |  |
|                | Danielle Arrieu            | Les Verts (EÉ) | 2 940        | 6,51         |             |             |  |
|                | Pierre Hugon               | Divers droite  | 1 760        | 3,9          |             |             |  |
|                | Josiane Miquel             | LT-LNÉ         | 610          | 1,35         |             |             |  |
|                | Christine Cohen            | PLN            | 344          | 0,76         |             |             |  |
|                |                            |                |              |              |             |             |  |
| Inscrits       | Inscrits                   | Inscrits       | 66 030       | 100,00       | 66 027      | 100,00      |  |
| Abstentions    | Abstentions                | Abstentions    | 17 619       | 26,68        | 16 618      | 25,17       |  |
| Votants        | Votants                    | Votants        | 48 411       | 73,32        | 49 409      | 74,83       |  |
| Blancs et nuls | Blancs et nuls             | Blancs et nuls | 3 235        | 6,68         | 3 945       | 7,98        |  |
| Exprimés       | Exprimés                   | Exprimés       | 45 176       | 93,32        | 45 464      | 92,02       |  |